# 曲用
曲用（きょくよう）またはディクレンション（英: declension）とは、語形変化のうち名詞などが性・数・格といった文法カテゴリーに対応して変化するものをいう。
古典語の文法では曲用という訳語がよく使われる。これは動詞の語形変化である活用と対をなす訳語である。また、格に応じた変化に代表されるので、語学などでは格変化と訳されることが多いが、格による変化だけをいうのではない。